# Shopping ABC
Shopping ABC é um shopping regional localizado no município brasileiro de Santo André, na Região Metropolitana de São Paulo. Foi inaugurado em agosto de 1996, nas antigas instalações da rede Mappin no ABC.
Recebia, até 2019, um público mensal de um milhão de pessoas. O perfil de consumidores é predominantemente das classes B - 46%, classe A - 41% e classe C - 13%.

## Lojas
O empreendimento oferece 1.866 vagas de estacionamento, 1.200 lugares na praça de alimentação, 245 lojas, sendo 8 âncoras (C&A, Lojas Renner, Riachuelo, Lojas Americanas, Decathlon , Tok&Stok, Bio Ritmo, Casas Bahia), 7 semi-âncora (Centauro, Camicado, Fast Shop, Kalunga, Preçolândia e PBKids), 40 estabelecimentos de alimentação (31 fast-foods e 9 restaurantes), 5 salas de cinema da PlayArte e 1 espaços de diversão You Play. 
No segmento de serviços, o shopping dispõe de um posto da Polícia Federal para a emissão de passaportes na região, além de Lotérica e um posto do DETRAN.
O Espaço Gourmet é um dos mais completos da região, composto por Pecorino, Jangada, Oue Sushi, The Black Beef, Outback, Calle 54, Paris 6 Bistrô e Jerônimo.

## Aquisição
No dia 5 de fevereiro de 2020, o Vinci Shoppings Centers Fundo de Investimento Imobiliário - FII (VISC11) adquiriu a fração ideal de 7,32% do Shopping ABC pelo valor, à vista, de R$52.000.000,00.
Nessa data, segundo o Comunicado ao Mercado: "O Shopping ABC apresentou crescimento de 9% [NOI] de 2018 para 2019 [...] O Shopping apresentou em 2019 uma média mensal de vendas/m² de R$ 1.145,28/m² e NOI/m² no ano de R$ 1.067,13/m² [...] A taxa de ocupação do shopping encerrou o ano de 2019 com uma média de 97,5%".